# Фокер T.II
Фокер T.II је хидроавион торпедо-бомбардер направљен у Холандији. Авион је први пут полетео 1921. године. То је био једномоторни, нискокрилац, двоседи хидроавион мешовите конструкције.

## Пројектовање и развој
Фокер је 1920. године радио на пројекту бомбардера који је имао ознаку T.I али тај пројект је остао само на папиру. Фокер Т-II је био први авион из серије Т који је заиста направљен. Авион је осмишљен као бомбардер и торпедни бомбардер. Авион је први пут полетео 1921. године.

## Технички опис
Труп авиона Фокер T.II је био правоугаоног попречног пресека. Носећа структура трупа авиона је била направљена као решеткаста заварена конструкција направљена од танкозидих челичних цеви високе чврстоће а облога трупа је била делимично од дуралуминијумског лима и импрегнираног платна (кљун авиона је био обложен лимом а труп и реп су били обложени импрегнираним платном). У трупу су се налазила два отворена кокпита у првом је седео пилот а у другом бомбер-стражњи стрелац. Оба члана посаде су имала изванредан преглед из својих кабина. Кокпит пилота је имао заштитни ветробран а у другом кокпиту је на обртном постољу био монтиран митраљез.
Погонска група се састојала од течношћу халађеног линијског мотора са 12-цилиндара у V-распореду Liberty 12A снаге 298 kW (400 KS) и двокраке дрвене елисе фиксног корака. Хлаљдњак за хлађење расхладне течности мотора се налазио испред мотора а иза елисе и обезбеђивао је задовољавајуће хлађење мотора.
Крила су била конзолна самоносећа дрвене конструкције дебелог профила и правоугаоног облика. Имала су две рамењаче за које су били челичном конструкцијом везани пловци. Облога крила је била делом од дрвене лепенке а делом од импрегнираног платна. Елерони су били дрвене конструкције пресвучени импрегнираним платном и били су везани за другу рамењачу.
Репне површине су класичне и састоје се од вертикалног и два хоризонтална стабилизатора, кормила правца и висине. Сви елементи су имали конструкцију од челичних цеви а облогу од импрегнитаног платна. Хоризонтални стабилизатори су били везани за труп авиона а додатно косим упорницама, са доње стране били ослоњени на труп авиона а са горње стране су били затезачима причвршћени за вертикални стабилизатор и на тај начин додатно укрућени. Управљање покретним репним површинама (кормилима) обављано је уз помоћ челичних ужади (сајли).
У верзији класичан бомбардер оавај авион је имао фиксни стајни трап са предњим точковима и дрљачом на репу авиона. Торпедни бомбардер је уместо класичног фиксног стајног трапа са точковима имао два вишекоморна пловка са каскадом ради лакшег одвајања од водене површине при узлетању. Пловци су се налазили испод крила за чију су конструкцију били везани. Поред тога косим носачима су били везани за носећу конструкцију трупа авиона тако да је сваки пловак био независан један од другог. Оваква конструкција је омогућавала да доња страна трупа буде слободна за постављање и лансирање торпеда која су била окачена испод трупа авиона.
Авион T.II је био наоружан стрељачким наоружањем које су сачињавала 1 митраљез калибра 7,62 mm. Mитраљез се налазио другом кокпиту (стражњи стрелац). Од бомбардерског наоружања авион је могао да понесе у трупу 400 kg бомби разних тежина или једно торпедо окачено споља испод трупа авиона.

## Верзије
- FT-1 - Верзија Т.II испоручена америчкој морнарици.
- FT-2 - Прилагођена верзија према захтеву америчке морнарице.

## Оперативно коришћење
Три авиона Фокер T.II су испоручена америчкој морнарици 1922. године и означена су као FT1, скраћеница од Фокер Торпедо 1. Авион је тестиран са још пет других између октобра 1922. и маја 1923. године. Међутим, Дaглас DT-1 се показао као најбољи. Након ових тестирања авиони FT1 су накнадно модификовани према захтеву америчке морнарице и названи FT2. Коришћени су у US Navy до 1926. године када је авион повучен из употребе.

## Земље које су користиле авион
- Сједињене Државе